# Michael Cummings
Michael Cummings (mieux connu sous son nom de scène Spider One), né à Haverhill (Massachusetts) le 25 août 1968 de Robert et Louise Cummings, est un musicien de metal industriel faisant partie de Powerman 5000. Il a étudié l'art au musée des beaux-arts de Boston. Son frère ainé n'est autre que le musicien et réalisateur Robert Cummings, plus connu sous le nom de Rob Zombie.
Il est également, depuis 2011, le créateur et producteur de la série Death Valley.